# Salto Kama
Wodospad Salto Kama, zwany również Kama Meru znajduje się w głębi Gran Sabany na rzece Río Yuruaní.